# KSK Heist (vrouwen)

KSK Heist is een Belgische voetbalclub uit Heist-op-den-Berg, die ook met een aantal damesploegen in competitie kwam. Als onderdeel van KSK Heist was de damesafdeling bij de KBVB aangesloten met stamnummer 2948 en met blauw en wit als kleuren. In de jaren 1970, als Astrio Begijnendijk, was de club drie maal landskampioen en drie maal bekerwinnaar. De Damesploeg van Heist stopte ermee in 2021.

## Geschiedenis
In 1971 richtte de KBVB voor het eerst officieel damesvoetbal in. In Begijnendijk werd damesploeg FC Astrio Begijnendijk opgericht, dat zich bij de voetbalbond aansloot onder stamnummer 7583. De ploeg ging van start in de allereerste damescompetities. Dit eerste seizoen in Eerste klasse, 1971/72,  werd gespeeld in meerdere reeksen. Astrio won in het allereerste seizoen meteen de A-reeks en mocht in een eindronde tegen de twee andere reekswinnaars strijden voor de landstitel. De ploeg versloeg er Saint-Nicolas FC Liège en Gosselies Sports en werd zo de allereerste landskampioen in het Belgisch damesvoetbal binnen de KBVB. 
Ook het jaar erop werd in reeksen gespeeld, ditmaal in vier reeksen. Astrio won opnieuw zijn reeks en trof opnieuw  Saint-Nicolas FC Liège en Gosselies Sports in de eindronde, en ditmaal ook Hoger op Merchtem. Na twee overwinningen tegen Saint-Nicolas in de halve finale streed de club in de finale tegen Merchtem voor de landstitel. Begijnendijk won na het nemen van strafschoppen en vierde zo zijn tweede landstitel op rij.
Vanaf 1973/74 bestond de Eerste klasse uit één reeks. Ditmaal strandde Begijnendijk op een tweede plaats, na Saint-Nicolas FC Liège. In 1975 trok de club echter opnieuw aan het langste eind: Astrio Begijnendijk werd kampioen vóór Saint-Nicolas en haalde zo de derde titel in vier jaar tijd.
In 1975/76 werd ook voor het eerst een officieus bekertoernooi gespeeld. Begijnendijk stootte er door naar de finale, die in een heen- en terugwedstrijd werd gespeeld, maar daarin bleek Saint-Nicolas FC Liège telkens de sterkste. Ook in de competitie moest Begijnendijk de Luikse ploeg laten voorgaan. Ook de volgende twee seizoenen bleef Begijnendijk meestrijden bovenin, maar het strandde telkens opnieuw op een tweede plaats in de competitie, na Saint-Nicolas. Vanaf 1977 werd elk seizoen een officieel bekertoernooi ingericht en hierin kende Begijnendijk meer succes: in 1977 versloeg het Saint-Nicolas na strafschoppen en haalde zo de eerste beker binnen. Ook in 1978 en 1979 won de club de beker, na finalewinst tegen respectievelijk Sefa Dames Herentals en FC Lady's Scherpenheuvel.
In de jaren 1980 ging het echter steeds moeilijker voor de club: Begijnendijk kon niet meer meestrijden voor de titel, speelde nog een tijd in de subtop en zakte daarna verder weg in de middenmoot. In de beker bereikte de club in 1984 nog een finale, maar verloor daarin van Brussel D71.
In de jaren 1990 kreeg de club het nog moeilijker: in 1994/95 gaf de club uiteindelijk algemeen forfait en zo moest Begijnendijk in 1995 naar Tweede Nationale. Ook daar gaf de club forfait en zo verdween ze in 1996 uit het nationale damesvoetbal. In 1999 keerde Astrio Begijnendijk wel terug in Tweede Nationale. 
In 2001 werden competitiehervormingen doorgevoerd in het damesvoetbal: de twee reeksen in Tweede klasse werden teruggebracht tot één, waardoor het aantal clubs er werd gereduceerd, en een nieuwe nationale Derde Klasse werd ingericht. Astrio werd pas tiende in zijn reeks en moest een niveau zakken. Vanaf 2001 speelde de club zo in Derde klasse.
De club speelde intussen op de Dophei in Booischot, een deelgemeente van Heist-op-den-Berg, en in 2007 werd de clubnaam gewijzigd in Ladies Heist-op-den-Berg en de club viel binnen de voetbalbond voortaan onder de provincie Antwerpen. De ploeg werd tweede in zijn reeks in Derde klasse, maar kon dankzij een vrijgekomen plaats toch opnieuw promoveren naar Tweede klasse. In 2008 fusioneerde de club dan met KSK Heist, dat bij de Belgische Voetbalbond was aangesloten met 2948 en al enkele jaren in de nationale reeksen van het mannenvoetbal speelde. Stamnummer 7583 werd geschrapt en de ploeg speelde voortaan verder als KSK Heist. De paars-witte kleuren van Astrio werden ingeruild voor de blauw-witte kleuren van Heist.
Sindsdien wist KSK Heist nog twee keer te promoveren: in 2011 werd het kampioen in Tweede klasse en speelde het voor het eerst in bijna twee decennia weer op het hoogste niveau. Dat duurde maar één jaar, want in 2012 werd boven Eerste klasse de Women's BeNe League opgericht. Toen die in 2015 werd vervangen door de Super League, was KSK Heist een van de drie ploegen die de nieuwe divisie mee opvulde tot acht. In dat eerste seizoen haalde Heist zijn beste resultaat sinds 1989 en werd het zevende op het hoogste niveau. 

## Erelijst
- Belgisch landskampioenschap

winnaar (3x): 1971/72, 1972/73, 1974/75
tweede (4x): 1973/74, 1975/76, 1976/77, 1977/78
- Beker van België

winnaar (3x): 1977, 1978, 1979
finale (1x): 1976 (officieus), 1984

### Seizoenen A-ploeg
| Seizoen | Reeks              | Niveau | Plaats | Punten | Beker van België | Opmerkingen |
| ------- | ------------------ | ------ | ------ | ------ | ---------------- | --- |
| 1971/72 | Eerste klasse      | 1      | 1      | 44     | niet gespeeld    | Landskampioen in het eerste officiële kampioenschap                                                                      |
| 1972/73 | Eerste klasse      | 1      | 1      | 57     | niet gespeeld    | Landskampioen. Winst in de halve finale van Saint-Nicolas FC Liege en in de finale van KHO Merchtem (0-0, 5-3 n.s.)      |
| 1973/74 | Eerste klasse      | 1      | 2      | 37     | niet gespeeld    | |
| 1974/75 | Eerste klasse      | 1      | 1      | 49     | niet gespeeld    | Landskampioen |
| 1975/76 | Eerste klasse      | 1      | 2      | 38     | Finalist         | |
| 1976/77 | Eerste klasse      | 1      | 2      | 39     | Bekerwinnaar     | |
| 1977/78 | Eerste klasse      | 1      | 2      | 46     | Bekerwinnaar     | |
| 1978/79 | Eerste klasse      | 1      | 5      | 34     | Bekerwinnaar     | In de competitie gedeelde vijfde met Scherpenheuvel                                                                      |
| 1979/80 | Eerste klasse      | 1      | 5      | 32     |                  | |
| 1980/81 | Eerste klasse      | 1      | 5      | 35     |                  | |
| 1981/82 | Eerste klasse      | 1      | 6      | 30     |                  | |
| 1982/83 | Eerste klasse      | 1      | 11     | 19     |                  | |
| 1983/84 | Eerste klasse      | 1      | 5      | 29     | Finalist         | |
| 1984/85 | Eerste klasse      | 1      | 5      | 27     |                  | |
| 1985/86 | Eerste klasse      | 1      | 8      | 25     |                  | |
| 1986/87 | Eerste klasse      | 1      | 7      | 26     |                  | |
| 1987/88 | Eerste klasse      | 1      | 11     | 19     |                  | |
| 1988/89 | Eerste klasse      | 1      | 5      | 27     |                  | |
| 1989/90 | Eerste klasse      | 1      | 10     | 22     |                  | |
| 1990/91 | Eerste klasse      | 1      | 7      | 26     |                  | |
| 1991/92 | Eerste klasse      | 1      | 9      | 22     |                  | |
| 1992/93 | Eerste klasse      | 1      | 12     | 16     |                  | |
| 1993/94 | Eerste klasse      | 1      | 8      | 24     |                  | |
| 1994/95 | Eerste klasse      | 1      | 14     | 0      |                  | Gaf algemeen forfait en verdween zo voor het eerst uit Eerste klasse.                                                    |
| 1995/96 | Tweede klasse A    | 2      | 14     | 0      |                  | Gaf algemeen forfait en verdween zo voor het eerst uit de nationale reeksen                                              |
| 1996/97 | Eerste provinciale | 3      | 2      | 45     |                  | |
| 1997/98 | Eerste provinciale | 3      | 2      | 47     |                  | |
| 1998/99 | Eerste provinciale | 3      | 1      | 36     |                  | Won alle wedstrijden, met 117 gemaakte doelpunten en 2 tegen                                                             |
| 1999/00 | Tweede klasse B    | 2      | 4      | 51     |                  | |
| 2000/01 | Tweede klasse B    | 2      | 10     | 21     |                  | Gedeelde plaats met FC Verbroedering Meerhout. Door een competitiehervorming moest de club degraderen naar Derde klasse. |
| 2001/02 | Derde klasse B     | 3      | 3      | 45     |                  | Gedeelde plaats met DV Tessenderlo                                                                                       |
| 2002/03 | Derde klasse B     | 3      | 2      | 60     |                  | |
| 2003/04 | Derde klasse B     | 3      | 5      | 49     |                  | |
| 2004/05 | Derde klasse B     | 3      | 2      | 59     |                  | |
| 2005/06 | Derde klasse A     | 3      | 3      | 61     |                  | |
| 2006/07 | Derde klasse B     | 3      | 6      | 39     |                  | Laatste seizoen als Astrio Begijnendijk                                                                                  |
| 2007/08 | Derde klasse B     | 3      | 2      | 61     |                  | Promotie naar Tweede Klasse als KSK Heist                                                                                |
| 2008/09 | Tweede klasse      | 2      | 9      | 30     |                  | |
| 2009/10 | Tweede klasse      | 2      | 7      | 39     |                  | |
| 2010/11 | Tweede klasse      | 2      | 1      | 68     | 1/16e finale     | Promotie naar Eerste klasse                                                                                              |
| 2011/12 | Eerste klasse      | 1      | 11     | 23     | 1/8e finale      | |
| 2012/13 | Eerste klasse      | 2      | 2      | 50     | 1/8e finale      | Oprichting Women's BeNe League maakt van Eerste klasse niveau 2                                                          |
| 2013/14 | Eerste klasse      | 2      | 3      | 35     | 1/8e finale      | |
| 2014/15 | Eerste klasse      | 2      | 6      | 43     | 1/8e finale      | Promotie naar Super League                                                                                               |
| 2015/16 | Super League       | 1      | 6      | 16     | Halve finale     | Zevende na reguliere competitie met 9 punten                                                                             |
| 2016/17 | Super League       | 1      | 6      | 19     | 1/8e finale      | |
| 2017/18 | Super League       | 1      | 6      | 3      | 1/4e finale      | |
| 2018/19 | Super League       | 1      | 6      | 0      | 1/8e finale      | |
| 2019/20 | Tweede klasse B    | 3      | 6      | 24     | 1/16e finale     | Competitie stopgezet na speeldag 20 wegens covid-19                                                                      |
| 2020/21 | Tweede klasse B    | 3      | 13     | 0      | 1/32 finale      | Competitie stopgezet na speeldag 5 wegens covid-19. geen stijgers/dalers                                                 |
| 2021/22 | Tweede klasse B    | 3      | 9      | 21     |                  | KSK Heist stopt met nationaal voetbal                                                                                    |